# Otard
Otard est une maison de cognac fondée en 1795 par Jean-Baptiste Antoine Otard, qui a acheté le château de Cognac en 1795 pour y installer sa société.

## Otard

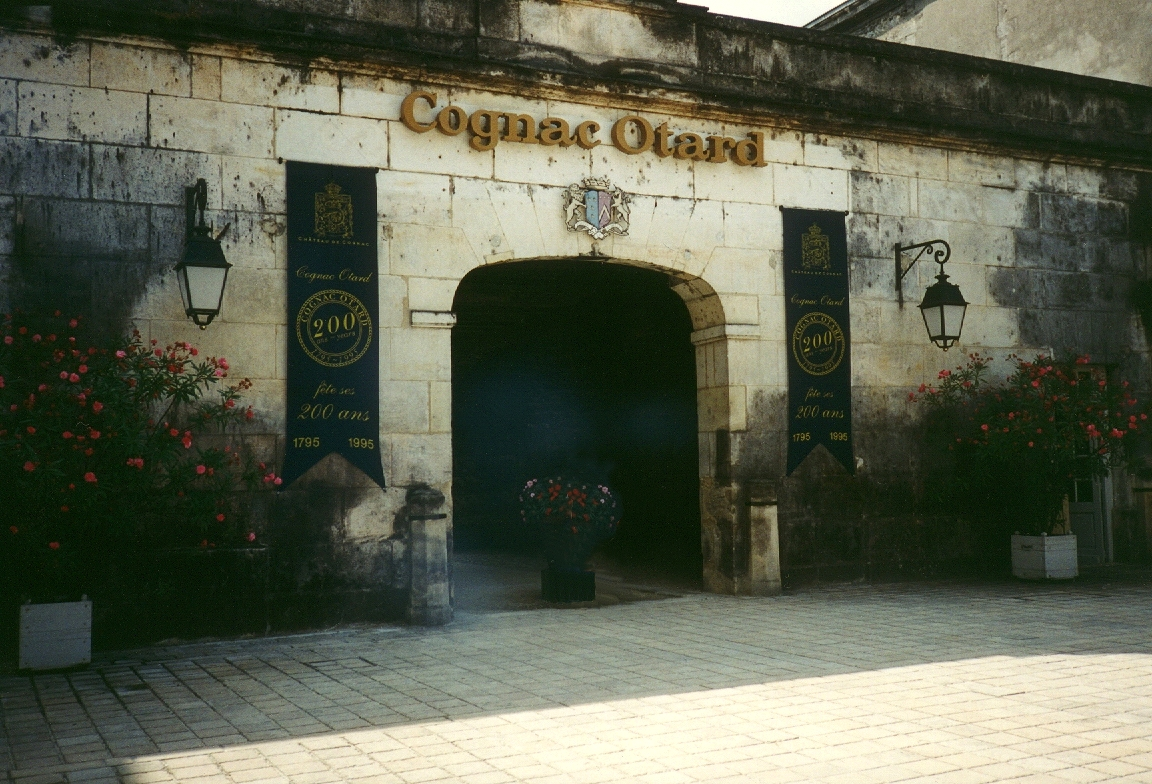
Les portes de l'accueil pour visiter le Château

La marque Otard est exploitée par la société Château de Cognac sous le nom commercial "Château Royal de Cognac" et "Baron Otard".
Vendu au groupe italien Martini & Rossi en 1991, Otard fait aujourd'hui partie du portefeuille de marques de la société américaine Bacardí comme Ussé.
Chateau de Cognac est une filiale de Bacardi France elle même filiale de Bacardi Global Brands Limited (BGB), entreprise qui a son siège social aux Bermudes.